# Vladislav Galard
Pour les articles homonymes, voir Galard.
Vladislav Galard  est un acteur français.

## Biographie
Né le 30 juillet 1976 à Istanbul, il est diplômé de Polytechnique en 1999, de l'ENSTA en 2001 et du Conservatoire supérieur d'art dramatique en 2004.

## Théâtre
- 2021 : Dans le cerveau de Maurice Ravel, de Vladislav Galard et Julien Fisera, mise en scène J. Fisera, Theatre de Vanves, Théâtre Silvia-Monfort
- 2021 : Nos paysages mineurs, de et mise en scène Marc Lainé, Théâtre de Valence
- 2021 : Les Frères Karamazov d’après Dostoïevski, mise en scène S.Creuzevault, Odéon - Théâtre de l’Europe
- 2020 : Le Grand Inquisiteur d’après Les Frères Karamazov de Dostoïevski, mise en scène S. Creuzevault, Odeon - Theatre de l’Europe
- 2018 : Les Démons d'après Dostoïevski, mise en scène S.Creuzevault, Théâtre de l'Odéon - Ateliers Berthier
- 2017 : Orfeo / Je suis mort en Arcadie, création collective, mise en scène J.Candel et S.Achache, Théâtre des Bouffes du Nord
- 2016: Opération Blackbird, mise en scène Julien Fisera, Comédie de Béthune, Théâtre de Vanves
- 2015 : Fugue, création collective, mise en scène S.Achache, festival d'Avignon, Théâtre des Bouffes du Nord
- 2014 : Le Goût du faux, création collective, mise en scène J.Candel, Théâtre de la Cité Universitaire (Festival d'Automne)
- 2013 : Crocodile trompeur d'après Didon et Enée de Purcell, création collective, mise en scène J.Candel et S.Achache, Théâtre des Bouffes du Nord
- Belgrade de Angelica Liddel, mise en scène J.Fischera, festival BITEF, Belgrade, Théâtre de Vanves
- 2012 : La dame aux camélias, d'après A.Dumas fils, mise en scène F.Castorf, Odéon - Théâtre de l'Europe.     .   Petit Eyolf de H.Ibsen, mise en scène J.Châtel, Théâtre de Vanves, Le Centquatre
- 2009 : Notre terreur, création collective, mise en scène S.Creuzevault, Théâtre national de la Colline
  - Angelo, tyran de Padoue, de V.Hugo, mise en scène C.Honoré. En tournée
- 2007 Léonce et Léna de G.Büchner, mise en scène J.B.Sastre, Théâtre national de Chaillot
  - Un chapeau de paille d'Italie de G.Fedeau, mise en scène J.B. Sastre, Théâtre national de Chaillot
- 2006 : Poeub! de S.Valetti, mise en scène M.Dydim, Théâtre de la Crié, Théâtre des Célestins, Théâtre national de la Colline
- 2005 :  Villegiatura, de S.Valetti et J.C.Bailly, mise en scène G.Tsaï, Teatro Farnese de Parme, Théâtre de Montreuil

## Filmographie
- 2018 : L'Homme fidèle de Louis Garrel
- 2014 : Je ne veux pas être comédienne (court-métrage)	dans le rôle de Maxime.
- 2012 : Inquisitio dans le rôle de Guillaume Barnal.
- 2010 : 
  - Sur le fil - Saison 3 dans le rôle d'Antoine Mercier.
  - Un été brûlant dans le rôle de Roland.
- 2008 :
  - Sur le fil - Saison 2 dans le rôle de Antoine Mercier.
  - La Frontière de l'aube dans le rôle de un ami de Carole.
- 2007 : Sur le fil - Saison 1 dans le rôle d'Antoine Mercier.
- 2006 : Les Amants du Flore dans le rôle de Nizan.
- 2005 : 
  - Les Amants réguliers.
  - De battre mon cœur s'est arrêté dans le rôle de Clerk.
- 2004 : Les Âmes grises dans le rôle d'un soldat.